# Église Saint-Jean-Baptiste d'Olmet
Pour les articles homonymes, voir église Saint-Jean-Baptiste.
L'église Saint-Jean-Baptiste est une église située à Olmet dans le département français du Puy-de-Dôme, en région Auvergne-Rhône-Alpes.

## Historique

### Protection
L'église est inscrite au titre des monuments historiques par arrêté du 14 janvier 2019.